# Сферикон

Анимация сферикона

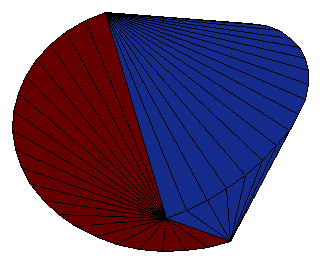
Сферикон как линейчатая поверхность. Две идентичных полуконических половины показаны разными цветами.

Сферикон — твёрдое тело, имеющее непрерывную развёртывающуюся поверхность с двумя конгруэнтными полукруглыми краями и четырьмя вершинами, образующими квадрат. Он входит в особое семейство поверхностей качения, которые, катясь по ровной поверхности, соприкасаются всеми точками своей поверхности с поверхностью, по которой они катятся. Это было впервые показано израильским изобретателем игр и игрушек Дэвидом Хараном Хиршем, который запатентовал его в Израиле в 1980 году. Имя сферикону дал Колин Робертс, который также занимался его изучением.

## Конструкция
Сферикон может быть изготовлен из двойного конуса с углом вершины 90 градусов, путем его расщепления по плоскости через обе вершины, вращения одной из двух половин на 90 градусов и повторного соединения двух половинок. Другой вариант — склеивание из бумажного шаблона в виде четырёх круглых секторов (с центральными углами π / √2), соединенных краями.

## Геометрические свойства
Площадь поверхности сферикона радиуса r вычисляется по формуле
{\displaystyle S=2{\sqrt {2}}\pi r^{2}.}
Объём вычисляется по формуле
{\displaystyle V={\frac {2}{3}}\pi r^{3}}
и в точности равен половине объёма сферы того же радиуса.

## История

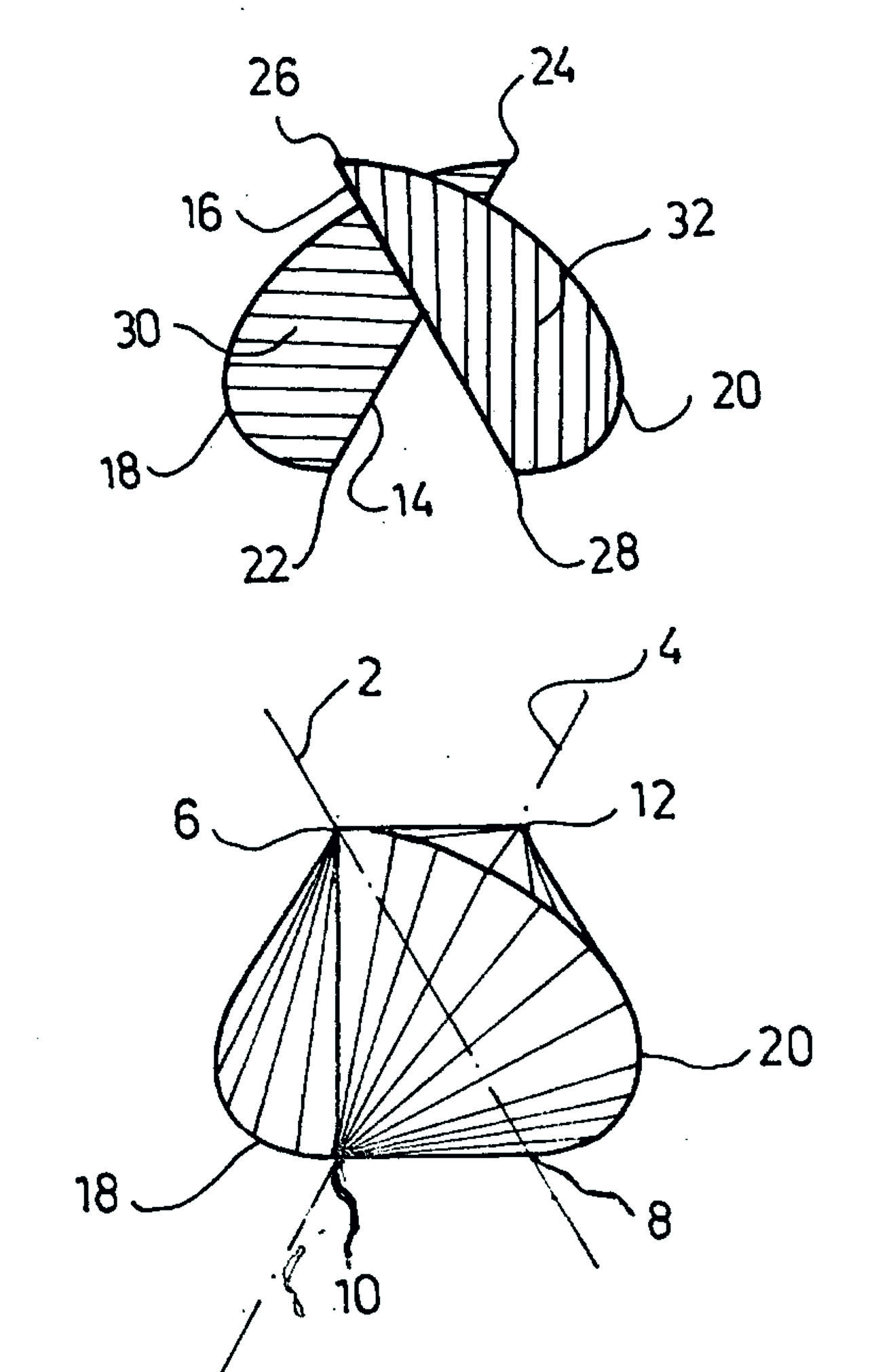
Чертежи двух полудисковых устройств для генерирования движения меандра и сферикона, взятые из оригинальной заявки на патент, поданной Дэвидом Хиршем.

В 1979 году Дэвид Хирш изобрел устройство для создания движения меандра. Устройство состояло из двух перпендикулярных полудисков, соединенных осями симметрии. Рассматривая различные конфигурации этого устройства, он обнаружил, что форма, созданная путем соединения двух полудисков точно в центрах их диаметров, представляет собой скелетную структуру твёрдого тела, состоящую из двух половин двойных конусов, соединённых в их квадратных сечениях с помощью поворота на угол 90 градусов и что эти два объекта имеют то же самое движение меандра. Хирш подал патент в Израиле в 1980 году. Через год компанией Playskool была представлена игрушка под названием «Wiggler Duck» (с англ. — «Качающаяся утка»), основанная на устройстве Хирша.
В октябре 1999 года Ян Стюарт написал статью «Cone with a Twist» по этому вопросу в своей колонке «Математические пояснения» в Scientific American. Это вызвало немалый интерес к форме и было использовано Тони Филлипсом для разработки теорий о лабиринтах. Сферикон используется в качестве логотипа и названия израильской исследовательской компанией Sphericon Ltd.